# (29298) 1993 SA14
(29298) 1993 SA14 este un asteroid din centura principală de asteroizi.

## Descriere
(29298) 1993 SA14 este un asteroid din centura principală de asteroizi, din familia Hungaria. El este caracterizat de o semiaxă mare de 1,93 ua, o excentricitate de 0,10 și o înclinație de 19,5° în raport cu ecliptica.